# Díszpolgár
A díszpolgári cím erkölcsi elismerés, amellyel a település tiszteletét és háláját fejezi ki a kitüntetett személynek.
A díszpolgári címet általában az nyerheti el, aki közösség érdekében kifejtett tevékenységével, magatartásával eredményesen  elősegítette a település anyagi és szellemi értékeinek gyarapítását, illetve a politikai, gazdasági, kulturális élet területén a település rangjának emelése, hírnevének növelése érdekében jelentős tevékenységet fejtett ki. Posztumusz díszpolgár az, akinek a halála után ítélik oda ezt a címet.
A díszpolgári cím adományozását díszoklevél, plakett és igazolvány tanúsítja, melyet a polgármester ad át a kitüntetettnek, vagy közeli hozzátartozójának.
A díszpolgári cím odaítéléséről, illetve esetleges visszavonásáról a település önkormányzatának képviselő-testülete dönt.

### Díszpolgári címek
- Budapest díszpolgára
- Miskolc díszpolgára
- Pécs díszpolgára

### Díszpolgárok listái
- Balkányi díszpolgárok
- Budapest díszpolgárainak listája
- Budapest III. kerülete díszpolgárainak listája
- Budapest IV. kerülete díszpolgárainak listája
- Budapest XIII. kerülete díszpolgárainak listája
- Budapest XIV. kerülete díszpolgárainak listája
- Budapest XV. kerülete díszpolgárainak listája
- Budapest XX. kerülete díszpolgárainak listája
- Csongrád díszpolgárai
- Csongrád-Csanád megye díszpolgárainak listája
- Debrecen díszpolgárainak listája
- Dorog díszpolgárainak listája
- Esztergom díszpolgárainak listája
- Gödöllő díszpolgárai
- Győr díszpolgárainak listája
- Hódmezővásárhely díszpolgárainak listája
- Kaposvár díszpolgárainak listája
- Kazincbarcika díszpolgárainak listája
- Kistelek díszpolgárai
- Makó díszpolgárainak listája
- Miskolc díszpolgárainak listája
- Nógrád megye díszpolgárainak listája
- Nyíregyháza díszpolgárainak listája
- Pécs díszpolgárainak listája
- Szeged díszpolgárainak listája
- Szentendre díszpolgárainak listája